# Grigori Nelioubov
Ne doit pas être confondu avec Faute d'amour.
Grigori Grigorievitch Nelioubov (en russe : Григорий Григорьевич Нелюбов) est un cosmonaute soviétique né le 31 mars 1934 et décédé le 18 février 1966.

## Biographie
Grigori Nelioubov, né à Evpatoria (Ukraine), fut un pilote de l'Armée de l'air soviétique, sélectionné dans le groupe des vingt premiers cosmonautes le 7 mars 1960, au côté de Youri Gagarine.
Sélectionné comme seconde doublure de Youri Gagarine (Vostok 1), puis de Guerman Titov (Vostok 2), il fut également la doublure d'Andrian Nikolaïev et Pavel Popovitch pour les vols groupés Vostok 3 et Vostok 4.
À la suite de plusieurs incidents mineurs dont certains en état d'ébriété, il fut démis de ses fonctions de cosmonaute le 17 avril 1963. Tombant dans l'alcoolisme et la dépression, il est mort le 18 février 1966 écrasé par un train alors qu'il était ivre. Il s'agit officiellement d'un suicide, mais celui-ci ne fut porté à la connaissance de l'Occident que dans le milieu des années 1980.
Le secret entourant sa mort, ainsi que celle de Valentin Bondarenko, fut à l'origine de rumeurs selon lesquelles des cosmonautes seraient décédés lors de lancements tenus secrets par l'URSS.

## Vols réalisés
Bien que souvent sélectionné comme équipage de réserve, il n'a effectué aucun vol spatial.